# GoalControl
GoalControl — відео-комп'ютерна система контролю траєкторії м'яча в футболі. 
Технологія створена фірмою GoalControl GmbH, яка є фахівцем в області візуального аналізу в режимі реального часу. Підприємство розташовано в місті Вюрзелен поблизу Аахена (Німеччина), було засновано в 2012 році, головний менеджер Дірк Бройхгаузен (Dirk Broichhausen), спочатку в фірмі працювало не більше десяти молодих людей.
Система була ліцензована FIFA в березні 2013 як система визначення голу для чемпіонатів світу з футболу та була апробована на Кубку Конфедерації 2013. Застосована на Чемпіонаті світу з футболу 2014.

## GoalControl-4D
Система GoalControl-4D працює з 14 високошвидкісними камерами (по 7 націлених на кожні ворота), які працюють зі швидкістю 500 кадрів на секунду. Камери розташовані навколо поля та змонтованими під дахом та на подіумі стадіону. Камери підключені до комп'ютеру системи обробки зображень, який відстежує рух всіх об'єктів на полі, і відфільтровує гравців, суддів та інші випадкові об'єкти що рухаються. Система позиціонує місце м'яча на полі в тривимірній системі координат -x, -y, -z з точністю до п'яти міліметрів. Коли м'яч перетинає лінію воріт, система посилає вібраціний і оптичний сигнал на приймач наручного годинника головного рефері матчу. Всі зображення з камер гольових моментів, а також усіх подій біля воріт, зберігаються і можуть бути відтворені у будь-який час.

## GoalControl Replays
Модуль повтору 'GoalControl Replays' розроблений для забезпечення  доказів в режимі реального часу, що м'яч у воротах побував. Система автоматично відтворює 3D-відеозображення м'яча на віртуальному  футбольному полі з 7 різних кутів і менш ніж через 2 мілісекунди. Одна віртуальна камера, яка «парить» над віртуальним полем і показує глядачам як з поля, так і з лінії воріт, чи то насправді перетнув м'яч лінію воріт чи ні. Зображення може передаватися як на звичайний побутовий телевізор, так і на великі світлодіодні екрани на стадіоні.

## Економічні дані
Обладнання системою коштує 250.000 € на кожний стадіон (за іншими даними 200.000 € ).

## Практичне використання та перспективи
Вперше система довела свою практичну ефективність на чемпіонаті світу в Бразилії в матчі Франція—Гондурас 15 червня 2014. Після удару Каріма Бензема м'яч зрикошетив від штанги та голкіпера Гондурасу та якусь мить перетнув лінію воріт. Воротар накрив м'яч рукою і підтягнув під себе поперед лінії воріт. Бразильський суддя Сандро Річчі, ввімкнув повтор ситуації і, незважаючи на навколишню метушню та плутанину, коректно зафіксував взяття воріт.
«Чемпіонат світу є вітриною. Я певен, що попит на таку технологію взагалі та окремо на нашу систему буде накопичуватися — сказав головний менеджер 'GoalControl GmbH' Дірк Бройхгаузен агентству Франс Прес — Ми вважаємо, що система визначення голу буде користуватися попитом в першу чергу на ринках Європи. Та й в інших лігах світу завжди теж».

## Виноски
1. ↑  3M: Deutsche Technik beim Confed-Cup[недоступне посилання з червня 2019]
2. ↑  FOCUS: Die sieben wichtigsten Fakten zur Torlinientechnik [Архівовано 8 грудня 2013 у Wayback Machine.]
3. ↑  FOCUS: GoalControl-Chef Broichhausen: "Anfragen werden sich häufen"[недоступне посилання], 16.06.2014